# 몸매

파이어니어 금속판에 새겨진 남녀의 알몸 몸매

몸매(body shape) 또는 체형은 몸의 맵시나 모양새를 말하며 골격과 지방, 근육, 사춘기때 성장 호르몬과 성호르몬에 의해 결정된다. 남자는 어깨가 넓고 여자는 엉덩이 폭이 넓다.
몸매는 정교한 디테일과 기능을 지닌 복잡한 현상이다. 사람의 일반적인 형태나 체형은 주로 골격 구조의 형성과 근육 및 지방의 분포에 의해 정의된다. 골격 구조는 인간이 성인이 될 때까지만 성장하고 변화하며 남은 생애 동안 본질적으로 동일하게 유지된다. 성장은 일반적으로 13~18세 사이에 완료되며, 이때 장골의 골단판이 닫혀 더 이상 성장할 수 없다.
체형의 여러 측면은 성별에 따라 다르며 특히 여성의 체형은 복잡한 문화적 역사를 가지고 있다. 체형을 측정하고 평가하는 학문을 인체 측정법이라고 한다.

## 같이 보기
- 여체
- 용모
  - 표현형
- 인체골격
- 인간의 성차
- 성적 이형성
- 체격형
  - 우생학